# Автономія Орфея
«Автономія Орфея. Варіації на теми поетичної творчості і навколо неї» — книга есеїв письменника Анатолія Дністрового, що присвячена поетичній творчості.

## Зміст
Збірка складається з трьох тематичних розділів: «Тінь Шлегеля», «Біля джерел гіпертексту: уява, простір, реальне», «Між традицією та прийдешнім». Автор аналізує творчість поетів часів європейського романтизму, модернізму і теперішнього часу (Томас Стернз Еліот, Євген Плужник, Блез Сандрар, Езра Павнд, Василь Герасим"юк, Фрідріх Гельдерлін...).

## Володимир Єрмоленко про "Автономію Орфея"
|  | "Автономія Орфея" прагне балансувати між традицією та бунтом, між метафізикою та грою. Поет Дністрового завжди шукає вузького шляху поміж двома альтернативами: „онтологізмом“ з його прагненням говорити голосом богів, та „номіналізмом“ із його іронічною готовністю бачити в словах лише людську вигадку. А тому Орфей Дністрового остерігається і Аполлона, який шукає божественного порядку, і Діоніса, який прагне творчого хаосу. Важливо те, що, хоча книжка Дністрового і є голосом письменника про літературу, це книжка письменника, який дивиться на літературні тексти крізь філософський мікроскоп... Але в Україні ця потреба розмови поміж прірву між мислителем та поетом залишалася довгий час зігнорованою. Між обома сферами, між обома територіями людського духу постала прірва. Літератори часто зневажають філософію, закидаючи їй надмірну туманність та прагнення шукати таємниці там, де все ясно, мов божий день. Філософи часто зневажають літературу, закидаючи їй інтелектуальні лінощі та поверховість. Книжка Дністрового – одна зі спроб подолати це непорозуміння. Вона показує, що філософи можуть знайти потрібне їм повернення до реальності в літературних текстах; а письменники можуть знайти потрібну їм глибину та авантюрність мислення у філософських трактатах |

## Рецензії
Володимир Єрмоленко. Анатолій Дністровий. Автономія Орфея. Український журнал, № 4, 2009: http://ukrzurnal.eu/ukr.archive.html/387/ [Архівовано 5 березня 2016 у Wayback Machine.]